# Lateraal (anatomie)
Lateraal (Latijn: latus, zijde/zijkant) is de plaatsaanduiding van een lichaamsonderdeel aan de buitenzijde, van de mediaanlijn af, als het lichaam zich in de anatomische houding bevindt. Mediaal is het tegengestelde, aan de binnenzijde, naar de mediaanlijn toe.
superior · inferior · anterior · posterior 

craniaal · rostraal · caudaal 

proximaal · distaal 

ventraal · dorsaal · lateraal · mediaal
coronaal · sagittaal · mediaan · transversaal 

nasaal · temporaal · occipitaal 

contralateraal · ipsilateraal · bilateraal · unilateraal 

afferent · efferent